# Завещание Генриха VIII
Завещание Генриха VIII — документ, подписанный королём Англии Генрихом VIII 30 декабря 1546 года и призванный (вместе с рядом парламентских актов) регулировать порядок престолонаследия в Англии. Он предполагал, что права на корону в случае бездетной смерти Эдуарда VI должны получить, одна за другой, его сёстры, а потом двоюродные племянницы (внучки Марии Тюдор) и игнорировал интересы потомков Маргариты Тюдор. Статус этого документа много раз обсуждался и ставился под сомнение.

## Предыстория
Продление рода для монархов из династии Тюдоров с самого начала было сопряжено с серьёзными проблемами. У основателя династии, Генриха VII, было двое сыновей. Старший из них, Артур, дожил до юношеских лет и успел жениться на Екатерине Арагонской, но вскоре после этого умер (1502). Брак был признан не доведённым до конца. Впоследствии Екатерина вышла за младшего брата Артура, нового короля Генриха VIII, но из всех её детей выжила только дочь Мария (родилась в 1517). Спустя много лет Генрих VIII добился аннулирования этого брака как неканонического (церковь запрещает жениться на вдове брата); принцесса Мария соответственно была признана бастардом (1533). Во втором браке короля, с Анной Болейн, родилась дочь Елизавета. Однако Болейн обвинили в супружеской и государственной измене и казнили, а её дочь была признана зачатой от любовников (1536).
Третья жена, Джейн Сеймур, родила, наконец, Генриху VIII сына, Эдуарда (1537). Однако она вскоре умерла, а три последующих брака короля остались бездетными. В результате внутри династии возникла крайне сложная ситуация. Единственный наследник мужского пола был ещё ребёнком, статус двух дочерей короля оставался неопределённым (отец то приближал их к себе, то снова отдалял). К тому же Мария была воспитана в католической вере, а Эдуард — в протестантской, и в окружении короля были представители обеих религиозных партий.
У короля были и другие близкие родственники, обладавшие правами на корону: потомки старшей сестры, Маргариты (племянница, Маргарита Дуглас внучатые племянники Мария Стюарт, королева Шотландии, и Генри Стюарт, лорд Дарнли) и потомки младшей сестры, Марии — две племянницы (Фрэнсис и Элеонора Брэндон), четыре внучатых племянницы (Джейн, Екатерина и Мария Грей, Маргарита Клиффорд). Кроме того, оставались потомки Йорков и Плантагенетов из других ветвей, которые могли претендовать на престол, — Куртене, Поулы, Гастингсы, Стаффорды. Генрих VIII к 1546 году был серьёзно болен, а потому было нужно внести максимальную ясность в вопросы престолонаследия.

## Содержание завещания
Предсмертная воля Генриха VIII была отредактирована в последний раз и подписана 30 декабря 1546 года, меньше чем за месяц до смерти монарха. Она предполагала, что корона перейдёт к единственному сыну Генриха Эдуарду. Наследником второй очереди становилась старшая из дочерей короля Мария, после неё теоретически корона должна была перейти ко второй дочери, Елизавете, потом последовательно к внучатым племянницам Генриха — Джейн Грей, Кэтрин Грей, Мэри Грей (дочерям Фрэнсис Брендон) и Маргарет Клиффорд (дочери Элеаноры Брэндон). Таким образом, права потомков Маргарет Тюдор, старшей из сестёр Генриха VIII, игнорировались.
- Эдуард, принц Уэльский, сын Генриха VIII и Джейн Сеймур;
- Леди Мария Тюдор, дочь Генриха VIII и Екатерины Арагонской;
- Леди Елизавета Тюдор, дочь Генриха VIII и Анны Болейн;
- Наследники леди Фрэнсис Грей, дочери Марии Тюдор и Чарльза Брэндона:
  - Леди Джейн Грей;
  - Леди Катерина Грей;
  - Леди Мария Грей;
- Наследники леди Элеоноры Клиффорд, дочери Марии Тюдор и Чарльза Брэндона:
  - Леди Маргарет Клиффорд.

## Исполнение документа
Наследник Генриха VIII, Эдуард VI, умер в 1553 совсем юным, не успев жениться. Права на корону он передал, вопреки отцовскому завещанию, своей двоюродной племяннице Джейн Грей. Однако принцесса Мария подняла мятеж, получила почти всеобщую поддержку и свергла Джейн, которая позже была казнена. Брак Марии с Филиппом Испанским остался бездетным; в 1558 году престол перешёл, согласно завещанию, к Елизавете. Эта монархиня так и не вступила в брак и большую часть своего долгого правления (1558—1603) не называла имя наследника. Катерина Грей, которая в завещании следовала за Елизаветой (сразу после Джейн, не оставившей потомства), умерла в 1568 году. Её сын Эдуард Сеймур, виконт Бошан, считался рождённым вне брака, а потому автоматически исключался из престолонаследия. Мария Грей умерла бездетной в 1578 году, и после этого условной наследницей короны стала Маргариты Клиффорд, но и та умерла раньше Елизаветы, в 1596 году. В соответствии с завещанием Генриха престол в 1603 году должна была занять Анна Стэнли (внучка Маргариты), но Елизавета приняла другое решение.
В течение всей второй половины XVI века на английский престол претендовали Стюарты — потомки Маргариты Тюдор, проигнорированные Генрихом VIII. Мария Стюарт даже именовала себя королевой Англии и была казнена по решению английского суда в 1587 году. Елизавета заключила соглашение с её сыном от лорда Дарнли Яковом VI, потомком Тюдоров по обеим линиям, и завещала корону ему.